# Brachiolia amblopis
Brachiolia amblopis är en fjärilsart som beskrevs av Edward Meyrick 1911. Brachiolia amblopis ingår i släktet Brachiolia och familjen vecklare. Inga underarter finns listade i Catalogue of Life.